# Jarville-la-Malgrange
Jarville-la-Malgrange [ʒaʁvil la malɡʁɑ̃ʒ] ist eine französische Gemeinde mit 9362 Einwohnern (Stand: 1. Januar 2022) im Département Meurthe-et-Moselle in der Region Grand Est (bis 2015 Lothringen). Sie gehört zum Arrondissement Nancy und zum Kanton Jarville-la-Malgrange. Die Einwohner heißen Jarvillois bzw. Jarvilloises (Frauen).

## Geografie
Jarville-la-Malgrange liegt am Canal de la Marne au Rhin und wird im Nordosten durch die Meurthe begrenzt. Umgeben wird Jarville-la-Malgrange von den Nachbargemeinden Nancy im Norden, Tomblaine im Nordosten, Laneuveville-devant-Nancy im Osten und Südosten, Heillecourt im Süden und Südwesten sowie Vandœuvre-lès-Nancy im Westen.
Jarville-la-Malgrange besteht aus den Quartieren La Californie, Montaigu, La Malgrange, République und Le Sancy.

## Geschichte
Erst seit 1936 ist die Gemeinde aus den Orten Jarville (erstmals 1314 als Jarcivilla erwähnt) und Malgrange entstanden.

### Bevölkerungsentwicklung
| Jahr      | 1962 | 1968   | 1975   | 1982   | 1990 | 1999 | 2006 | 2019 |
| Einwohner | 6686 | 12.154 | 12.302 | 11.350 | 9992 | 9746 | 9444 | 9354 |

## Sehenswürdigkeiten
- Kirche Sacré-Cœur (19. Jahrhundert)
- Kapellen Notre-Dame (in Montaigu), Saint-Pierre-Fourrier (in La Malgrange) und ddu Petit Séminaire (in Renémont)
- Château de Montaigu (seit 1958 Monument historique) mit Park
- Château de La Malgrange (im 14. Jahrhundert errichtet, heute katholisches Internat, dieses pflegt eine Partnerschaft mit dem Ceciliengymnasium Bielefeld)
- Château de Renémont (errichtet 1817)
- Canal de la Marne au Rhin mit Schleuse und Hafen

## Verkehr

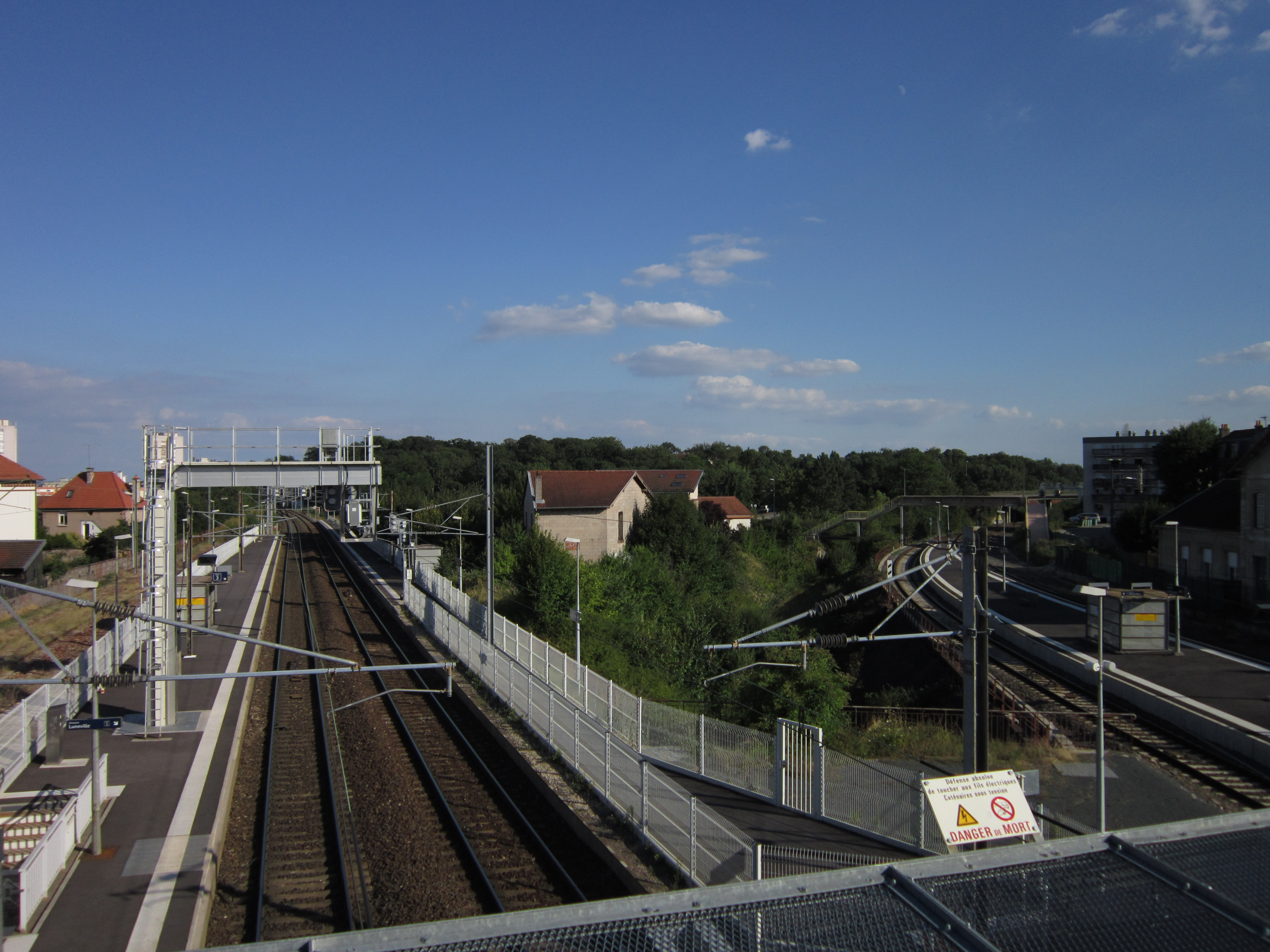
Bahnhof Jarville-la-Malgrange, rechts die Gleise nach Mirecourt

Der Ort hat einen Bahnhof an der Bahnstrecke Paris–Strasbourg, die in diesem Bereich am 12. August 1852 in Betrieb ging. Am 18. November 1873 kam eine Zweigstrecke nach Vézelise hinzu, die später nach Mirecourt (Bahnstrecke Jarville-la-Malgrange–Mirecourt) verlängert wurde.

## Persönlichkeiten
- Patrick Bernhardt (* 1951), Fußballspieler